# 柏垭乡
柏垭乡，是中华人民共和国四川省广元市剑阁县曾经下辖的一个乡。2020年5月，撤销柏垭乡，将其行政区域划归木马镇管辖。

## 行政区划
柏垭乡撤销前下辖以下地区：
云顶村、柳青村、新庙村、井泉村、红梁村、共同村、青坪村和程山村。